# Foxcatcher

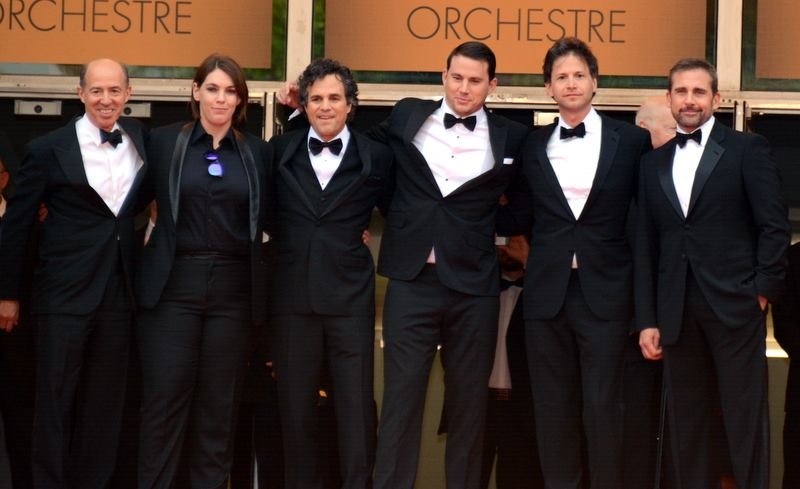
Cast en crew van Foxcatcher in Cannes, 2014

Foxcatcher is een biopic uit 2014 van de Amerikaans filmregisseur Bennett Miller. De film schetst het waargebeurde verhaal van twee Olympische worstelkampioenen, de broers Mark en Dave Schultz, en hun relatie met de excentrieke miljonair John du Pont. Het scenario is gebaseerd op de autobiografie van Mark Schultz. Steve Carell, Channing Tatum en Mark Ruffalo spelen de hoofdrollen. 
De première van de film was op het filmfestival van Cannes van 2014. Bennet Miller won op dat festival de prijs voor de beste regie.

## Rolverdeling
- Steve Carell - John du Pont
- Channing Tatum - Mark Schultz
- Mark Ruffalo - David Schultz
- Sienna Miller - Nancy Schultz
- Vanessa Redgrave - Jean du Pont
- Anthony Michael Hall - Jack
- Guy Boyd - Henry Beck
- Brett Rice - Fred Cole
- Jackson Frazer - Alexander Schultz
- Samara Lee - Danielle Schultz
- Francis J. Murphy - Wayne Kendall